# Cédric Roussel
Cédric Roussel (Mons, 6 de enero de 1978-24 de junio de 2023) fue un futbolista belga.

## Carrera deportiva
Su último club fue el RRC Waterloo de Bélgica. Finalizó como goleador de la Liga de Fútbol de Bélgica en 2003, igualado con Wesley Sonck (veintidós cada uno), cuando jugaba para el R.A.E.C. Mons.
Desde agosto de 1999 hasta febrero del 2001, jugó para el club inglés Coventry City de la FA Premier League tras firmar un contrato de dos millones de libras esterlinas pagadas al Wolverhampton Wanderers de la Football League Championship de dicho país. Su actuación defraudó, dejando el equipo tras dieciocho meses para ser transferido al R.A.E.C Mons, el club de su ciudad natal en Bélgica. Con posterioridad a ello fue transferido al Standard de Lieja.
En 1997 jugó el Campeonato Mundial Juvenil organizado por la FIFA.

## Muerte
Cédric Roussel falleció el 24 de junio del 2023, de una parada cardíaca. Los paramédicos que lo asistieron no lograron resucitarlo.

## Selección nacional
Fue internacional con la selección de fútbol de Bélgica, en la que jugó tres partidos internacionales en 2003, aunque fue seleccionado desde la categoría sub-16.

## Clubes
| Club                    | País       | Año         |
| ----------------------- | ---------- | ----------- |
| La Louviere             | Bélgica    | 1994-1998   |
| AA Gent                 | Bélgica    | 1998-2000   |
| Coventry City           | Inglaterra | 2000-2001   |
| Wolverhampton Wanderers | Inglaterra | 2001-2002   |
| RAEC Mons               | Bélgica    | 2002-2003   |
| KRC Genk                | Bélgica    | 2003-2004   |
| Rubin Kazan             | Rusia      | 2004        |
| Standard de Lieja       | Bélgica    | 2004-2006   |
| SV Zulte Waregem        | Bélgica    | 2006        |
| Brescia Calcio          | Italia     | 2007        |
| RAEC Mons               | Bélgica    | 2007- 2009  |
| AEK Larnaca             | Chipre     | 2010        |
| La Louviere             | Francia    | 2010        |
| HSV Hoek                | Holanda    | 2010 - 2011 |
| RUS Beloeil             | Bélgica    | 2011        |
| CS Entité Manageoise    | Bélgica    | 2012 - 2013 |
| RRC Waterloo            | Bélgica    | 2013        |